# Ruderclub Meschede
Der Ruderclub Meschede ist ein Sportverein aus Meschede.

## Geschichte und Lage
Der Verein wurde am 23. April 1966 gegründet. Das erste Bootshaus befand sich in Enkhausen. Am 19. September 1975 wurde das neue Bootshaus des Vereins in der Berghauser Bucht an der Hennetalsperre eröffnet.

## Bekannte Sportler
Der Ruderclub Meschede stellte mit Matthias Ungemach (1992, 1996) und Alexandra Föster (2024) bisher zwei Teilnehmer an Olympischen Spielen.
Ungemach gewann zudem 1989 die U23-Weltmeisterschaft (Match des Seniors) im Achter (5:38,89) sowie 1990 im Achter (5:26,62) und 1991 im Vierer mit Steuermann (5:58,96) die Weltmeisterschaft, in beiden Fällen mit Weltbestzeit, die im Vierer mit Steuermann hat bis heute Bestand (Stand 2024).
Föster war 2019 Junioren-Weltmeisterin im Einer sowie 2021 und 2022 U23-Weltmeisterin, ebenfalls im Einer.
Bei den Weltmeisterschaften 1983 ruderte Achim Westphal im Deutschland-Achter, der den neunten Platz belegte.
1995 wurde Anne Siebert als Schlagfrau des Deutschland-Achters Junioren-Weltmeisterin, Sebastian Kleinsorgen 2020 Weltmeister im Ergorudern.

## Andere Sportarten
Der Club bietet auf eigenem Gelände Beach-Volleyball an. Außerdem hat der Verein als Ausgleichssport und zum Ausdauertraining Nordic Walking im Programm.